# 28-cm-Schnelladekanone L/45
Die 28-cm-Schnelladekanone L/45  (28-cm-S.K. L/45) wurde vor dem Ersten Weltkrieg als Schiffsgeschütz entwickelt und kam auf den Großlinienschiffen der deutschen Nassau-Klasse und dem Schlachtkreuzer Von der Tann als Hauptbewaffnung zum Einsatz. Später während des Zweiten Weltkriegs wurden die Geschütze von der Marine-Artillerie als Küstengeschütze zum Einsatz gebracht.

## Entwicklung
Krupp begann mit der Fertigung der Schiffsgeschütze im 28-cm-Kaliber weit vor Beginn der großen Kriege. Die Kanone wurde erstmals 1907 gefertigt und entsprach abgesehen von der Länge praktisch ihrem Vorgänger der 28-cm-Schnelladekanone L/40.

## Technik
Die 28-cm-SK L/45 war das zweite Geschütz der 28-cm-Schnelladekanonen für die Marine aus dem Hause Krupp.
Das Geschütz ist als Mantelringrohr-Geschütz ausgeführt, bei dem ein Seelenrohr von Ringen und Mantel umfasst wird, um dem großen Druck beim Zünden der Treibladung standzuhalten. Im Aufbau folgen aufeinander das Verschlussstück, ein Hornring, ein Ringstück und das „lange Feld“.
Der Hornring hat zwei hornartige Ansätze, an denen die Kolbenstangen der Rücklaufbremse befestigt werden. Das Ringstück ist anfangs zylindrisch und verjüngt sich dann hin zum „langen Feld“, das sich schließlich konisch zur Mündung hin verjüngt. Im Verschlussstück findet sich ein Keilloch zur Befestigung des Verschlussblocks, nach hinten führt das Ladeloch und nach vorne die „Seele“. Das Ladeloch hat auf der linken Seite eine Aussparung, welche den Ladevorgang erleichtern soll. Die „Seele“ ist unterteilt in glatten und gezogenen Teil, wobei der konische Kartuschenraum im glatten Teil liegt. Im gezogenen Teil befinden sich die Züge, die dem Geschoss den Drall für eine gerade Flugbahn geben.
Der Verschluss ist als Krupp-Schnellade-Flachkeilverschluss ausgeführt, dazu gehören folgende technische Aspekte. Beim Öffnen wird der Verschluss automatisch für die nächste Abfeuerung gespannt. Beim Öffnen wird die Kartuschhülse durch einen Mechanismus automatisch ausgeworfen. Der Verschluss kann ohne Werkzeug zerlegt werden. Schlagbolzen und Schlagbolzenfeder können leicht ausgewechselt werden. Die für eine Schnelladekanone vorteilhafte Verschlusstechnik erforderte für die Abdichtung des Laderaums gegen die ansonsten nach hinten austretenden Verbrennungsgase die Verwendung von Treibladungshülsen als Liderung.

## Einsatz

### Schiffsgeschütze
Deutsches Kaiserreich
Details:
- Nassau-Klasse:  vier Schiffe mit einer Hauptbewaffnung von 6 Doppeltürmen (2× 28 cm) davon ein Turm auf dem Vorderdeck, einer auf dem Achterdeck und zwei auf jeder Seite (Nassau – 7. April 1920 als Reparationschiff B an Japan / Posen – 13. Mai 1920 als Reparationsschiff G an Großbritannien und 1922 in den Niederlanden abgewrackt  / Rheinland – als Reparationsschiff D an Großbritannien – 29. Juli 1920 in die Niederlande zu Abwracken / Westfalen – 5. August 1920 als Reparationsschiff D an Großbritannien)
- Von der Tann: Einzelschiff mit einer Hauptbewaffnung von 4 Doppeltürmen (2× 28 cm) davon ein Turm auf dem erhöhten Vorderdeck, einer auf dem Achterdeck und zwei in versetzter Seitenaufstellung  (Selbstversenkung am 21. Juni 1919 in Scapa Flow)

### Küstenartillerie
Wie für andere Schiffsbewaffnungen auch, waren von den 28-cm-S.K. L/45 mehr Geschütze gebaut worden, als effektiv für die Bestückung der Schiffe erforderlich. Alle mit dem Geschütz bestückten Schiffseinheiten waren vor Gründung der Reichsmarine verlorengegangen bzw. an andere Nationen abgegeben worden, eine Weiterverwendung im Küstenschutz bot sich an, da kein Bedarf an Ersatzrohren mehr bestand.
Deutsches Reich
Das Oberkommando der Marine führte eine Liste über die Verwendung von Geschützen die zur Küstensicherung verwendet wurden: Liste der schweren Schießgerüste, Küstendrehscheibenlafetten und Türme.
Batterie „Goeben“
In der Nähe von Swinemünde, dem Vorhafen der Stadt Stettin, wurde 1938 mit dem Bau einer Geschützbatterie zum Schutz der Hafenstadt und Militäranlagen begonnen. Schon in der Kaiserzeit hatten in Swinemünde verschiedene militärische Einrichtungen bestanden, deren Anlagen die Grundlagen für die Stationierung von U-Booten und Torpedobooten in den Jahren ab 1933 bildeten.
An der östlichen Swineseite, rund 1½ km vom Leuchtturm entfernt, wurde eine Batterie mit drei Geschützen gebaut. Nachdem der Polenfeldzug abgeschlossen war und mit der Sowjetunion ein Nichtangriffsvertrag bestand, wurden die Geschützte 1940 nach Norwegen verlegt.
Marine Küstenbatterie „Husöen“
Die Geschütze dieser Batterie, stammten von der Batterie Goeben und wurden 1940 zur Bestückung der Marine Küstenbatterie „Goeben“ auf der Insel Husöen, bei Trondheim verwendet. Diese wurde später zur 1. Batterie / Marine-Artillerie-Abteilung 507 „Husöen“.
Nachdem die norwegische Armee die Batterie nach der Kapitulation übernommen hatte, kam es am 21. November 1945 zu einem schweren Unglück durch eine große Explosion, bei der mehrere Soldaten getötet und die Geschütze zerstört wurden.
Batterie „Tirpitz“
Im November 1940 unterzeichnete das Königreich Rumänien ein Abkommen mit dem Deutschen Reich, welches die Entsendung von deutschen Ausbildungstruppen und Waffen nach Rumänien zur Folge hatte. Die königlich rumänische Küstenartillerie war vollkommen veraltet und so wurde von deutschen und rumänischen Stellen entschieden, dass südlich des Hafen von Konstanza am Schwarzen Meer eine leistungsfähige Geschützbatterie errichtet werden sollte. Im Winter 1940 wurde mit dem Bau begonnen und schon im April 1941 konnte die Batterie, in Anwesenheit des rumänischen Kriegsministers, General Iosif Iacobici, die ersten Schüsse abfeuern. In der Batterie dienten 700 deutsche Marinesoldaten, die formal der rumänischen Führung unterstanden.
Am 26. Juni 1941 wehrte die Batterie einen Vorstoß von sowjetischen Kriegsschiffen mit 39 Schuss ab. Dabei wurde der sowjetische Zerstörer Charkow beschädigt.
Nachdem am 23. August 1944 das Achsenbündnis durch einen politischen Putsch in Rumänien endete, erhielt der deutsche Vizeadmiral Helmuth Brinkmann den Befehl Konstanza um jeden Preis zu halten. Nach einem Treffen mit dem rumänischen Konteradmiral Horia Macellariu, war er überzeugt, dass ein geordneter Rückzug zur Vermeidung unnötiger und verlustreicher Kämpfe besser wäre. So erfolgte in der Nacht vom 25. auf den 26. August ein Rückzug, wobei jedoch die Geschütze gesprengt wurden, bevor die Batterie vor den Rumänen kapitulierte.
Marine Küstenbatterie „Prinz Heinrich“
Auf der Insel Fehmarn waren zu Beginn des Zweiten Weltkrieges zwei 28-cm-SK L/45 in den alten Bettungsschießgerüsten als Batterie Prinz Heinrich stationiert. Eine Umrüstung mit auf Drehscheibenlafette C/34 war vorgesehen, ist aber nicht mehr realisiert worden, da nach der Kapitulation Frankreichs bereits im Juli 1940 die Batterie an die Kanalküste verlegt wurde und als erste deutsche Batterie dort am 27. Juli 1940 eintraf. Ursprünglich war vorsehen, dass die Geschütze die deutsche Invasion in Großbritannien (Unternehmen Seelöwe) unterstützen sollten. Bis 1943 wurde nur der Schiffsverkehr und die englische Südküste beschossen. Die Batterie wurde 1943 in den Raum Leningrad verlegt und der Abschnitt der Batterie Großer Kurfürst übergeben. Kommandeur war an der Kanalküste Kapitänleutnant Natzmer. Der Ostsektor wurde von Leutnant zur See Bremmecle und der Westsektor von Leutnant zur See Lehmann befehligt.
Auf den Bauernhöfen Martel und Stival sind noch heute Mannschafts- und Munitionsbunker und zwei offene Stellungen der beiden großen Geschütze zu finden.
Marine Küstenbatterie „Großer Kurfürst“
Im Juni 1940 sollte auf einem Küstenplateau bei Framzelle (beim Cap Gris-Nez) eine Küstenbatterie errichtete werden, die in der Lage sein sollte die Invasion Englands zu unterstützen. Am 22. Juni war die Einmessung und Planung beendet und Ende August – Anfang September 1940 sollte eine Batterie mit vier 28-cm-SK L/45 einsatzbereit sein. Am 21. August wurde das erste Mal aus der Batterie gefeuert und am 28. August wurde sie von Admiral Karlgeorg Schuster, dem Kommandierenden Admiral Frankreich, inspiziert.
Im folgenden Jahr, wurden die Geschütze gegen leistungsfähigere 28-cm-SK L/50 ausgetauscht, wodurch die Reichweite der rundum einsetzbaren Geschütze von 36 auf 39 km stieg.

### Eisenbahnartillerie
Drei Geschütze wurde im Rahmen der Wiederbewaffnungsmaßnahmen zwischen 1936 und 1938 zur 28 cm langen Bruno-Kanone (E) umgebaut.
Der Einsatz erfolgte in der Eisenbahn-Batterie 688.